# Deusto Business School (San Sebastián)
La Deusto Business School de San Sebastián es el campus de la Deusto Business School en San Sebastián, Guipúzcoa (España). Originalmente fue la Escuela Superior de Técnicos de Empresa (ESTE) y en 2008, tras integrarse con el campus de Bilbao de la Facultad de Ciencias Económicas y Empresariales de la Universidad de Deusto, pasó a denominarse Deusto Business School.

## Historia
Se funda en 1956 como Escuela Superior de Técnicos de Empresa (ESTE).
La ESTE fue el resultado de la iniciativa de un conjunto de empresarios guipuzcoanos que, sumados al liderazgo
del padre jesuita Ignacio Errandonea, y junto con la entonces Caja de Ahorros Provincial de Guipúzcoa (la actual Kutxa), pusieron en marcha este proyecto para dotar de una formación adecuada a los directivos de empresa para garantizar el desarrollo social, cultural y económico de Guipúzcoa. La ESTE fue creada a imitación de las escuelas de negocio estadounidenses de la época y fue el primer centro universitario de estas características implantado en España. La primera promoción de "técnicos de empresa" data de 1960. Los estudiantes de la Escuela Superior de Técnicos de Empres realizaron sus estudios en la villa Brunet-Enea.
En 1971 comenzaron a impartir el programa MBA, el tercero más antiguo de su tipo en España. En 1986, el Ministerio de Educación y Ciencia reconoció la oficialidad del título de la ESTE y se implantó el programa de doctorado en Ciencias Económicas y Empresariales. En 2005 la ESTE y la Facultad de Ingeniería de la Universidad de Deusto pusieron en marcha la doble titulación LADE (Licenciatura en Administración y Dirección de Empresas) e Ingeniería Técnica en Informática de Gestión.
En 2009, año en el que la Universidad de Deusto adaptó sus titulaciones al Espacio Europeo de Educación Superior, se integró con la Facultad de Ciencias Económicas y Empresariales de la Universidad de Deusto, campus de Bilbao para formar la Facultad de Ciencias Económicas y Empresariales, con campus en Bilbao y San Sebastián. En 2010, la nueva facultad adoptó la denominación de Deusto Business School al integrarse con la escuela de negocios que, con este nombre, la Universidad de Deusto había puesto en marcha en 2008 orientada a la formación de ejecutivos.

## Internacionalización
En 1982 la ESTE inicia su programa internacional de intercambio de estudiantes con universidades extranjeras. En 1990 recibe el premio Erasmus de la Unión Europea a la cooperación interuniversitaria.

## Antiguos alumnos
En 1966 se creó el Club Alumni ESTE, que pasó a llamarse Asociación Alumni ESTE. Entre sus antiguos alumnos destacan:
- Jesús Alberdi, consejero delegado de Elkargi;
- Alejandro Echevarría, presidente de Telecinco;
- Eduardo Zubiaurre, presidente de Adegi;
- Agustín Marcaide, presidente de Eroski
- Alfonso Solans, presidente de Pikolin;
- José Miguel Ayerza, secretario general de Adegi;
- Mikel Olaciregi, exdirector del Festival de Cine de San Sebastián;
- Carlos Etxepare, expresidente de Kutxa;
- Ignacio Etxeberria, expresidente de la Cámara de Comercio de Bilbao;
- Lourdes Arana, directora general de FECYT (Fundación Española para la Ciencia y Tecnología);
- Ángel Iglesias, presidente de Ikusi;
- Miguel Fuentes, expresidente de la Real Sociedad.